# Märket
Märket (schwedisch) ist ein flacher Felsen, der sich auf einer Fläche von etwa drei Hektar zwischen dem schwedischen Festland und den finnischen Åland-Inseln aus der Ostsee erhebt.

## Geographie
Märket ist ein flacher, stark zerklüfteter Felsen. Da die höchste natürliche Erhebung nicht mehr als zwei Meter misst, wird der Felsen schon bei stärkerem Seegang vollständig überspült. Seit seiner ersten Vermessung im Jahre 1810 hat Märket infolge der isostatischen Landhebung circa 30 % an Fläche hinzugewonnen. Der Felsen ist nahezu kahl; an den wenigen geschützten Stellen konnten aber 23 vorwiegend halophile Pflanzenarten nachgewiesen werden. Ringelrobben und Kegelrobben sowie zahlreiche Meeresvögel rasten auf der Insel, die seit 1974 in ein Ramsar-Gebiet einbezogen ist. Märket ist nicht dauerhaft bewohnt, obwohl drei gemauerte Gebäude auf finnischem Territorium dies ermöglichen würden.

## Geschichte
Nach dem Ende des Russisch-Schwedischen Krieges im Jahr 1809 musste Schweden als Bedingung aus dem Vertrag von Fredrikshamn Finnland an Russland abtreten. In diesem Zusammenhang wurde auch die bis dahin vollständig zu Schweden gehörende Insel Märket geteilt. Russland errichtete Mitte des 19. Jahrhunderts ein Leuchtfeuer, irrtümlicherweise allerdings auf der schwedischen Seite. Die daraus resultierenden Verwicklungen konnten erst 1985 durch einen Gebietsaustausch zwischen Schweden und Finnland auf der Insel bereinigt werden. Der Leuchtturm war bis 1979 bemannt.

## Politische Zugehörigkeit
Märket gehört zu beinahe gleichen Teilen zu Schweden (Westteil) und Finnland (Ostteil) und ist damit die weltweit kleinste Meeresinsel mit einer internationalen Grenze (vgl. Liste geteilter Inseln). Märket ist auch der einzige Ort, an dem Schweden und Åland eine direkte Landgrenze miteinander haben, und gleichzeitig der einzige Ort, an dem die finnische Provinz Åland überhaupt eine Landgrenze hat. Doch es verlaufen noch mehr Grenzen auf der kleinen Insel. Auf der schwedischen Seite ist Märket zusätzlich noch auf die Gemeinden Norrtälje (Südwesten) und Östhammar (Nordwesten) und somit auch in die Provinzen Stockholms län und Uppsala län aufgeteilt. Auf åländischer Seite gehört die Insel zur Gemeinde Hammarland. Märket ist zudem der westlichste Punkt Finnlands.

## Nutzung
Wegen seiner relativ isolierten Lage wird der finnische Teil von Märket im Amateurfunk im Zusammenhang mit dem Erwerb von Diplomen traditionell als eigenständige geographische Entität angesehen. Auf Antrag darf beim Betrieb aus diesem Gebiet der spezielle Amateurfunkpräfix OJØ verwendet werden (sonst OHØ wie für die Åland-Inseln). Diese Besonderheit (normalerweise gelten ganze Länder als eine Entität) lockt immer wieder Funkamateure zu sogenannten DXpeditionen nach Märket, die jeweils lebhaften Funkverkehr mit sich bringen.

## Leuchtturm Märket
Neben dem Leuchtfeuer Märket besteht eine automatische Wetterstation sowie eine Station für Navigationssysteme. Der åländische Museumsverein hatte in Zusammenarbeit mit der finnischen Leuchtturmgesellschaft den Leuchtturm Märket von Mai bis August/September 2007 wieder bemannt. In dieser Zeit wurden Führungen durch den Leuchtturm und über die Insel angeboten. Die Einnahmen wurden für die dringend notwendige Renovierung des Leuchtturms eingesetzt. Fahrten nach Märket starten von Käringsund (Eckerö, Åland) aus und dauern etwa 1 Stunde 45 Minuten pro Strecke. Auf Märket kann nur bei ruhiger See angelandet werden, weil es keinen Anlegeplatz für Schiffe gibt und die Insel nur durch Ausbooten erreicht werden kann.